# Pléneuf-Val-André
Pléneuf-Val-André (tiếng Breton: Pleneg-Nantraezh, Gallo: Ploenoec) là một xã của tỉnh Côtes-d’Armor, thuộc vùng Bretagne, tây bắc Pháp.

## Dân số
Người dân ở Pléneuf-Val-André được gọi là Pléneuviens hoặc Valandréen.

## Gallery

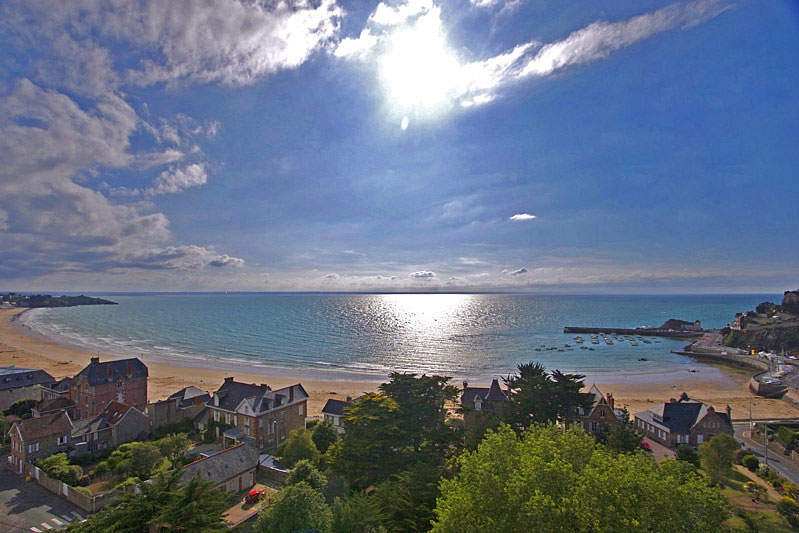
Val-André nhìn toàn cảnh
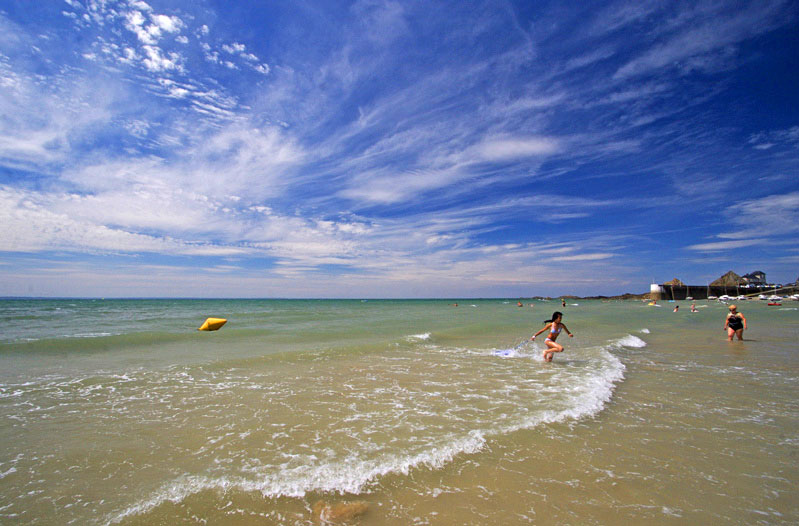
Biển và cảng Val André
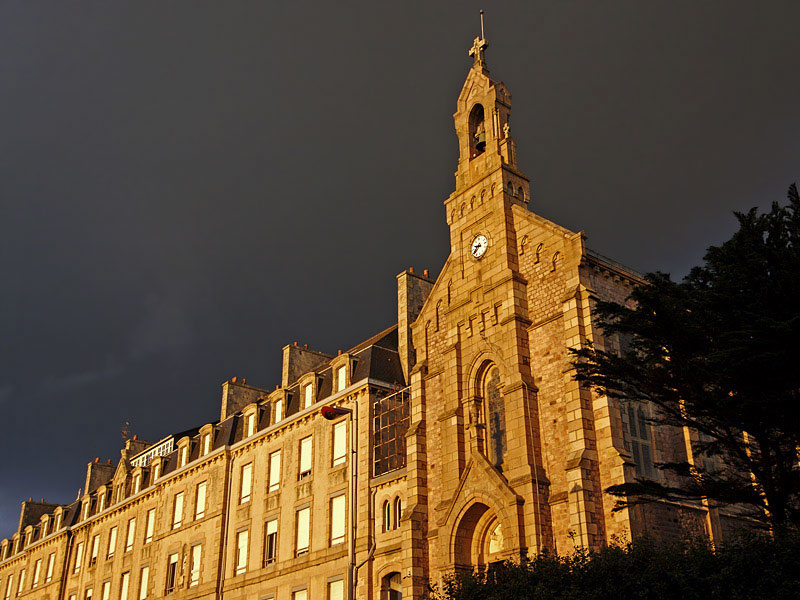
Nhà thờ Val André